# 汪宗凱
汪宗凱（1508年—1579年），字子才，别號七峰，湖廣武昌府崇陽縣人，軍籍，明朝政治人物。

## 生平
嘉靖七年与兄汪宗元同中湖廣鄉試第三十四名舉人。嘉靖十四年（1535年）中式乙未科會試第六十二名，登第三甲第九十八名進士。明年授中书舍人，奉使册封辽王朱憲㸅，十七年升工部员外郎，十九年升本部营缮司署郎中，奉命監修圜丘，二十年護送去世的妻子陳宜人回乡归葬，不久继娶千户葉钰女。次年回京，补任户部福建司员外郎，二十二年十二月改任工部添注營繕司郎中，督理太廟重建工程，二十四年七月以太廟完工，命升五品京秩，二十五年升尚宝司卿，二十六年回乡省亲，二十七年九月被劾降调为户部员外郎，尋升本部山东司郎中，二十九年北虏深入，京师戒严，因弹劾成国公朱希忠，为严嵩所忌，三十一年三月以因輕信奸商，違例奏開水鄉鹽引，被贬为镇江府通判，不久黜职为民。萬曆七年己卯四月卒，享年七十二。著有《棠谿集》。墓在横山窝（今崇阳县有横山村）。

## 家族
曾祖汪璉，曾任壽官；祖父汪藻，曾任監生 封兵部主事，以子汪文盛貴累贈中宪大夫都察院右佥都御史；祖母夏氏，贈恭人；父汪文明，曾任四川渠县知縣，以子汪宗元累贈中宪大夫太常寺少卿。母楊氏，封恭人。慈侍下。兄汪宗元，官至通政使；弟汪宗伊，为汪文盛继子，官至户部尚書；汪宗召，嘉靖丁酉科举人。一子汪廣，岁贡生。孫延喆、延庆。